# Хамфри Плантагенет, 2-й граф Бекингем
Хамфри Плантагенет (англ. Humphrey Plantagenet; около апреля 1381 — 2 сентября 1399) — 2-й граф Бекингем с 1397, сын Томаса Вудстока, 1-го герцога Глостера, и Элеоноры де Богун, дочери Хамфри де Богуна, 7-го графа Херефорда.

## Биография
После убийства его отца Томаса Вудстока, все его титулы и земли его были конфискованы. Мать Хамфри Элеонора де Богун после смерти мужа стала монахиней и удалилась в монастырь в Баркинге. Хамфри носил только титул графа Бекингема, хотя на самом деле графство было также конфисковано. От смерти отца до своей смерти он был Лордом Верховным констеблем Англии. Хамфри пережил своего отца только на два года, осенью 1399 года он умер от вспыхнувшей эпидемии бубонной чумы. Так как он был бездетным, его владения перешли к короне.